# 约斯塔·利耶赫克
约斯塔·利耶赫克（瑞典語：Gösta Lilliehöök，1884年5月25日—1974年11月18日），瑞典男子现代五项运动员。他曾获得1912年夏季奥运会现代五项比赛男子个人金牌，成为历史上首位获得现代五项奥运冠军的选手。